# Eastern Neck National Wildlife Refuge
L’Eastern Neck National Wildlife Refuge, qui fait partie du Chesapeake Marshlands National Wildlife Refuge Complex (en), comprend l'intégralité de Eastern Neck Island, est une île située au confluent de la rivière Chester et de la baie de Chesapeake sur la péninsule de Delmarva. Créé en 1962 en tant que sanctuaire pour les oiseaux migrateurs, ce National Wildlife Refuge du comté de Kent dans le Maryland offre un habitat naturel à plus de 240 espèces d'oiseaux, notamment de la Pygargue à tête blanche et du Faucon pèlerin, et constitue un site de rassemblement majeur pour le Cygne siffleur.
Le refuge comprend l'intégralité de l'île Eastern Neck, se projetant dans un méandre de la rivière Chester. L'île a été l'un des premiers endroits habités du Maryland, où le major Joseph Wickes a obtenu 800 acres (3,2 km2) en 1650 et a construit le manoir "Wickliffe" aujourd'hui disparu.

## Historique
L'île a été visitée à l'époque précoloniale par les Amérindiens de la période sylvicole, qui ont laissé derrière eux des amas de coquillages, des pointes de flèches et de la poterie. De 1658 à 1680, Joseph Wickes et son partenaire Thomas Hynson ont rassemblé toute l'île sous leur propriété, cultivant la terre. Le capitaine Lambert Wickes, arrière-petit-fils de Joseph et capitaine de l’USS Reprisal (1776) (en), est commémoré par un monument sur le site de Wickliffe. L'île a appartenu aux Wickes jusqu'en 1902, qui ont continué à la cultiver. 
Après 1902, certaines parties de l'île sont devenues des réserves de chasse. Dans les années 1920, des individus fortunés des villes environnantes ont été attirés par les concentrations d'Anseriformes et ont acheté des parties de l'île pour des pavillons de chasse. L'une d'entre-elles sert maintenant de bureau d'accueil des visiteurs.
Au cours des années 1950, un promoteur immobilier a proposé de subdiviser une partie de l'île en 293 lots de maisons. Le United States Fish and Wildlife Service des États-Unis a acquis l'ensemble de l'île entre 1962 et 1967, préservant la terre pour la faune. Cet achat répondait en grande partie aux inquiétudes suscitées par le développement de la communauté locale. La seule maison construite pour le lotissement de Cape Chester abrite désormais le personnel du parc.

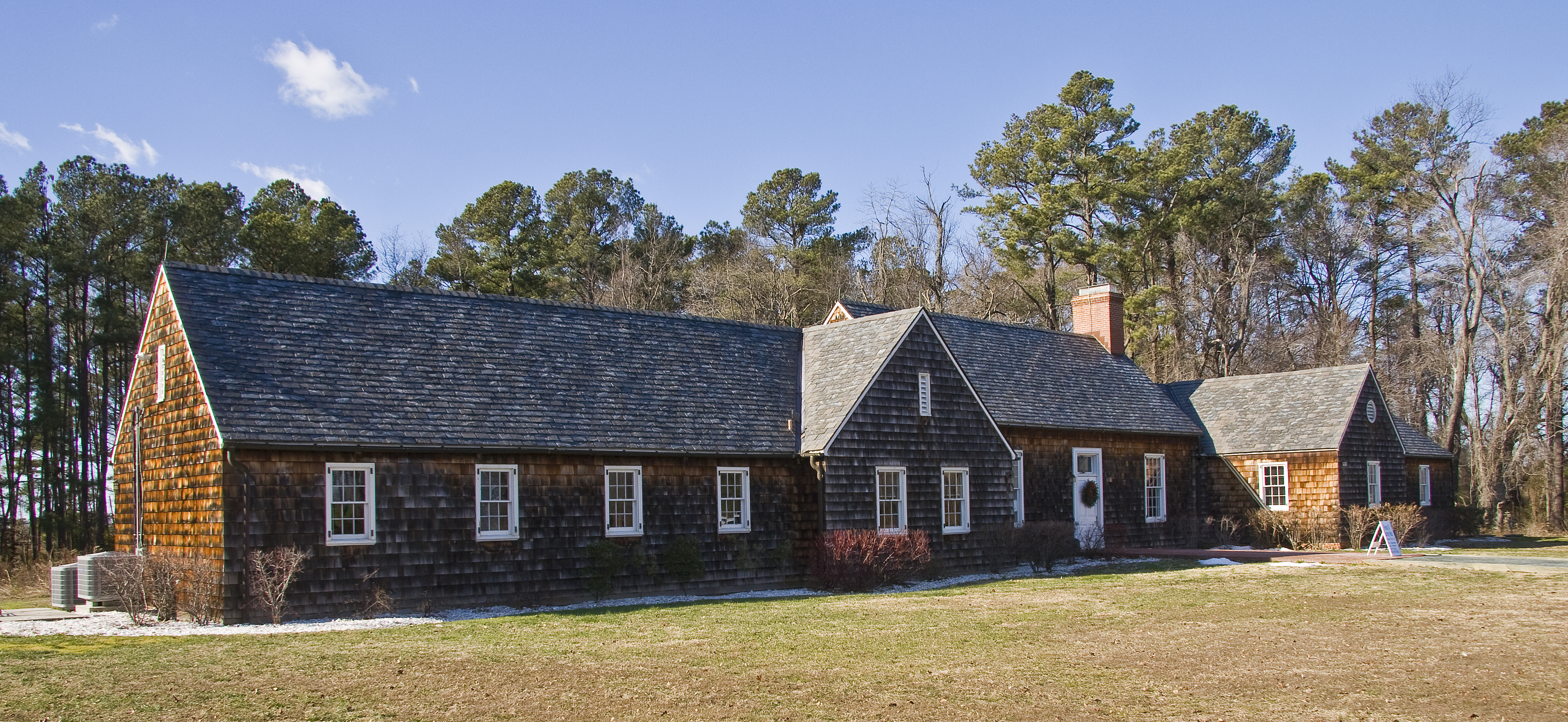
Pavillon d'accueil.

Le département des parcs et des loisirs du comté de Kent exploite la zone de loisirs d'Ingleside, dans le cadre d'un accord de coopération avec le U.S. Fish & Wildlife Service, du 1er mai au 30 septembre, avec des installations pour la pêche aux crabes et la mise à l'eau des bateaux.
L’Eastern Neck National Wildlife Refuge sert de modèle d'utilisation des terres dans le bassin versant de la baie de Chesapeake grâce à son agriculture durable, la restauration des zones humides et l'aménagement paysager indigène.
Il s'agit aussi d'une destination de tourisme de nature de plus en plus populaire sur la partie supérieure de la côte est du Maryland, attirant plus de 70 000 visiteurs chaque année pour ses vues sur le front de mer, ses sentiers de randonnée paisibles et sa « faune observable ».

### Programme d'énergie alternative

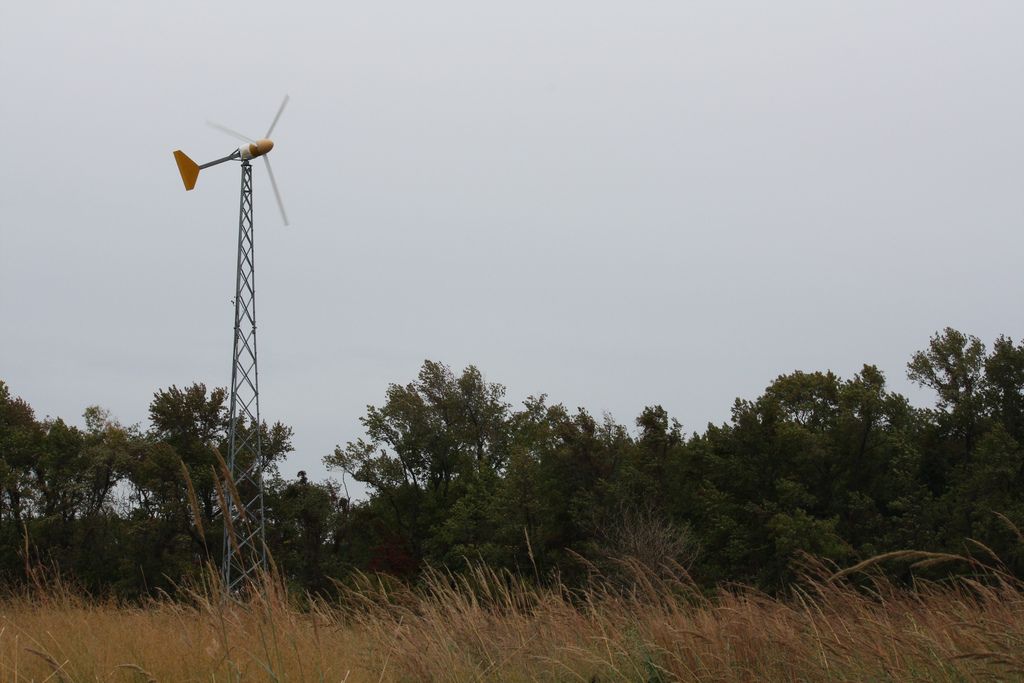
L'éolienne installée sur l'île Eastern Neck, en 2002 a été la première éolienne installée dans une WMA nationale.

En 2002, Eastern Neck Island est devenu le premier National Wildlife Refuge aux États-Unis à installer une éolienne sur son terrain. Le projet comprend également la construction d'un système d'énergie solaire renouvelable au refuge. L'éolienne de 10 kW a pour objectif de fournir de l'électricité sur site à un bâtiment administratif, tout en démontrant publiquement le concept d'énergie renouvelable.

### Activité s
Outre l'observation des oiseaux et de la faune, Eastern Neck Island propose des installations et des sentiers pour la randonnée, la navigation de plaisance, la pêche au crabe, la pêche, la chasse et le vélo.

### Randonnée
Plus de 9 km de routes et de sentiers sont ouverts aux visiteurs la plupart de l'année. Trois sentiers fauniques ainsi qu'une promenade et une tour d'observation accessibles aux personnes handicapées sont disponibles pour ceux qui souhaitent observer les habitats variés du refuge.

### Faune
La liste des oiseaux de refuge contient 243 espèces enregistrées dans le refuge et comprend le Petit fuligule qui hiverne, le Harelde kakawi, la Macreuse à ailes blanches, l'Érismature rousse, le Fuligule à dos blanc, le  Petit Garrot, le Fuligule à tête rouge et le Canard pilet. De nombreux oiseaux des marais et de rivage migrent au printemps et à l'automne. Le Canard colvert, le Canard noir, le Canard branchu, le Grand héron et le Héron vert nichent au refuge.
Les oiseaux de proie sont également communs et dans certains cas abondants au refuge selon les guides des visiteurs. Les pygargues à tête blanche s'envolent chaque année depuis 1986, le Balbuzard pêcheur établit des nids au printemps et se dirigent vers le sud avant l'automne, et l'Urubu à tête rouge est abondant tout au long de l'année.

## Galerie

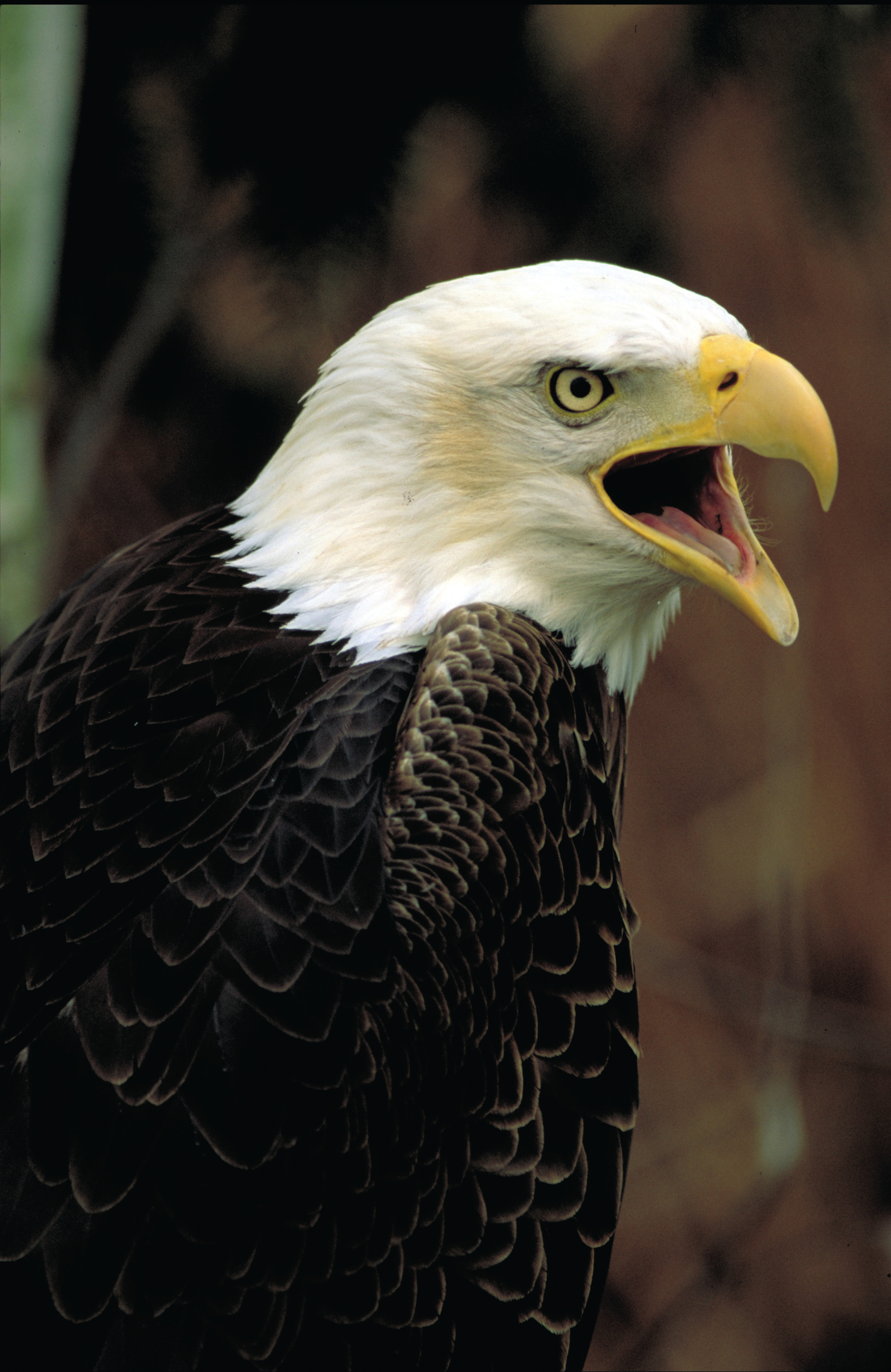
Aigle.
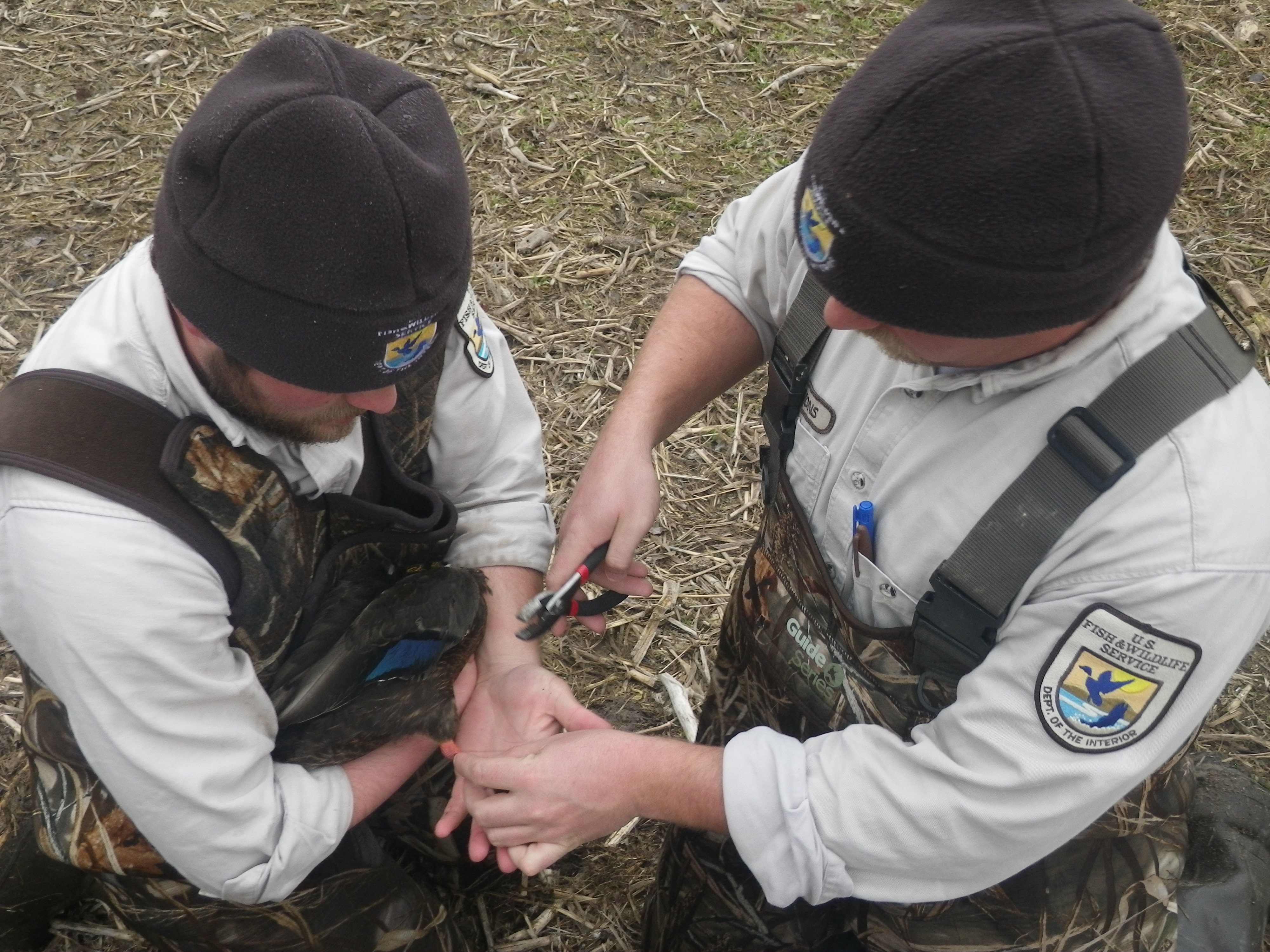
Baguage des oiseaux.
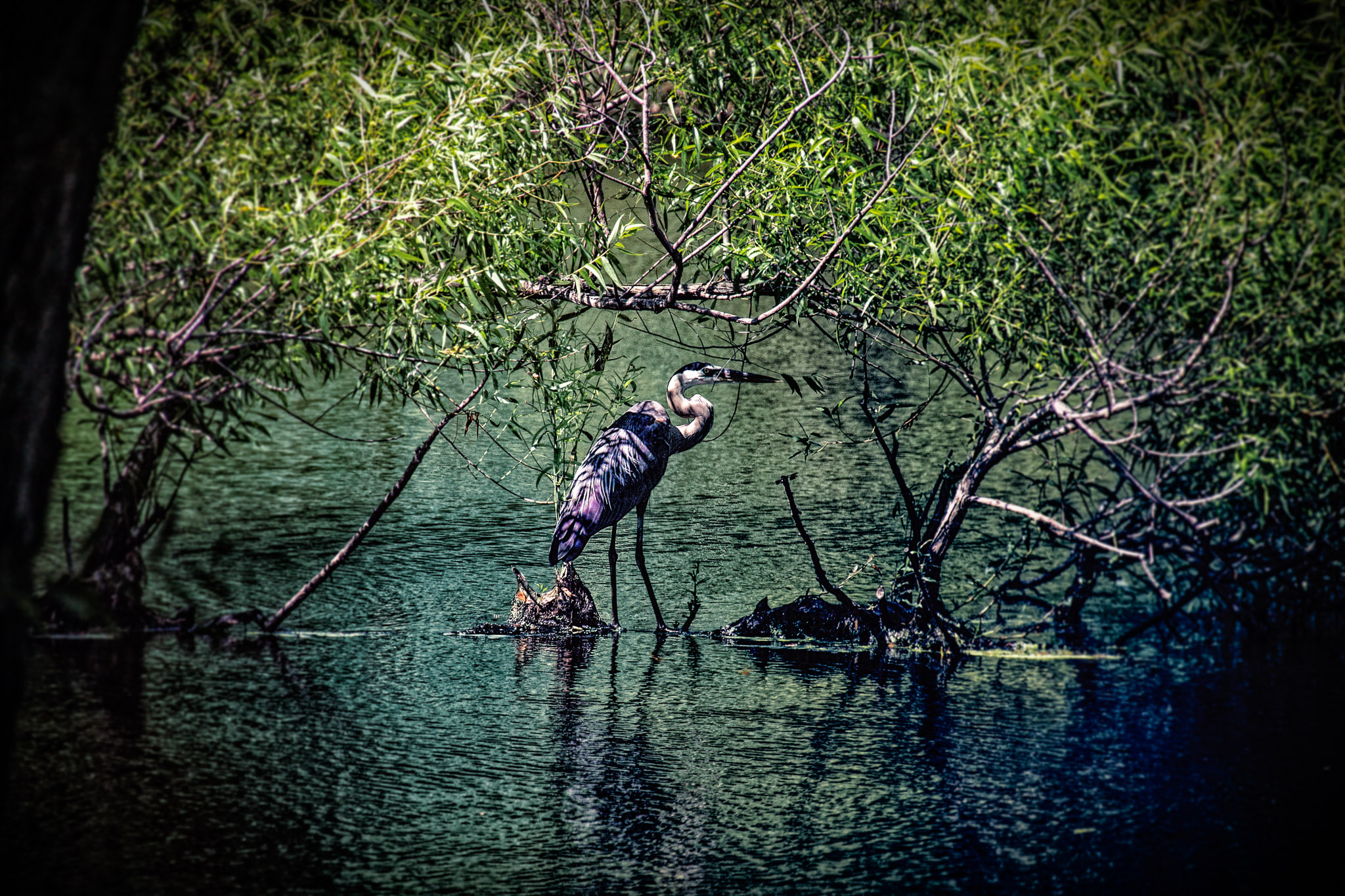
Grand héron.